# Michiel de Swaen

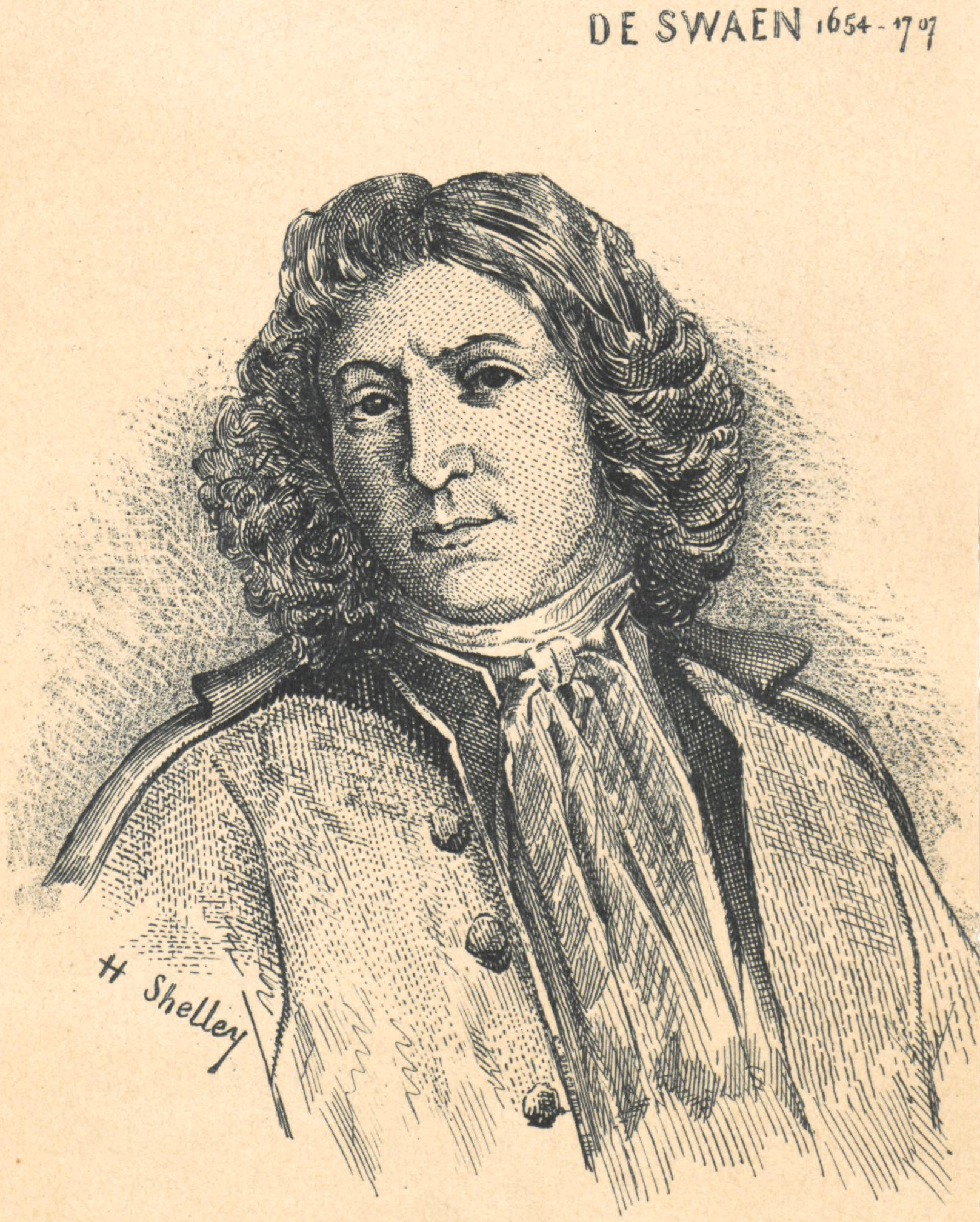
Michiel de Swaen

Michiel de Swaen (* 20. Januar 1654 in Dünkirchen; † 3. Mai 1707 ebenda) gilt als der bedeutendste niederländischsprachige Autor Frankreichs.

## De Swaen, niederländischsprachiger Bürger
Am 20. Januar 1654 wurde Michiel de Swaen in Dünkirchen geboren. Er war das älteste Kind von Pieter de Swaen aus Kamerich in Hennegau und dessen Ehefrau Catharina, geborene Senlegier aus Hulst in Zeeland.
Michiel de Swaen besuchte das Jesuitenkolleg seiner Geburtsstadt, wo er eine humanistische Erziehung genoss. Diese war unter anderem durch das Theater geprägt, das zu den wichtigsten Elementen der jesuitischen Pädagogik zählte. Nach sechs Jahren Lehrzeit, davon drei Jahre bei einem Wundarzt und drei Jahre an einem unbekannten Ort, ließ sich Michiel de Swaen in Dünkirchen als Wundarzt und Barbier nieder. Er nahm am literarischen Leben der Stadt teil, wurde Mitglied der Rederijkers und später zum Prinzen dieser Gilde ernannt. Obwohl es vierzehn Wundärzte in Dünkirchen gab, hatte er offenbar viele Patienten, da er sich in seiner Gelegenheitsdichtung beklagte, kaum Zeit zum Dichten zu haben.

## Duinkerke und das verlorene Vaterland
Im 17. Jahrhundert erlebte die nordniederländische Literatur, wie die nun unabhängigen Nordniederlande im Allgemeinen, den Anfang ihres goldenen Zeitalters. Im Geburtsjahr von de Swaen wurden berühmte Werke wie alle wercken von Jacob Cats, Trintje Cornelis von Constantijn Huygens und Lucifer von Joost van den Vondel herausgebracht. Im Gegensatz dazu erlebte der Süden, die so genannten spanischen Niederlande, eine hohe Auswanderung, Elend und Krieg. Als Michiel de Swaen acht Jahre alt war, wurde die flämische Stadt Dünkirchen Frankreich einverleibt. Ein Jahr später wurde Französisch die offizielle Amtssprache Dünkirchens. Damit wurde plötzlich alles in Dünkirchen (und in der allgemeinen Westhoek) französisiert, was zum raschen Verschwinden der niederländischen Sprache im öffentlichen Leben führte. Nach 1700 wurden im Theater in Dünkirchen fast ausschließlich französische Stücke gespielt. Aus diesem Grund haben Michiel de Swaen und seine Freunde bewusst die niederländische Sprache gewählt. Dass de Swaen der französischen Sprache mächtig war, zeigt seine Übersetzung des Le Cid von Pierre Corneille. Die niederländische Standardsprache wurde im 17. Jahrhundert in den Städten und Dörfern der Südniederlanden (Flandern) kaum gesprochen. Michiel de Swaen bemühte sich, eine Sprache zu benutzen, die alle Nederlanders konnen begrypen (die alle Niederländer verstehen können), wie sein Freund der Rederijker und Drucker Pieter Labus es ausdrückte. Die Bewunderung für das verlorene Land war ein konstantes Merkmal in der niederländischsprachigen Literatur Französisch-Flanderns. Wie die erhaltenen Texte des 18. Jahrhunderts beweisen, war wahrscheinlich de Swaen das motivierende Vorbild, das zu dieser literarischen Bewunderung geführt hat.
Wat claegt gy, heer van Heel, wat doet gy Hollant treuren,
Omdat een wilde Swaen syn kust verlaten heeft?
De Swaen, met een meerder recht, tot rouwe sigh begeeft,
Nu een soo soet verblyf niet meer hm magh gebeuren.
O Hollant ! vreedsaem lant, waerin de vryheyt leeft,
Wat socht ik die vergeefs by uwe nagebueren,
Waer Frans en Castiliaen de rust en vrede schueren,
Waar't hooft der borgery voor vreemde heeren beeft...
Aus: De zedighe doot van Carel den Vijfen; aen den heer Van Heel, my onbekent, over syne clacht, op myn vertrek, uyt Hollant, Michiel de Swaen

## Die Rederijkerskammer, Brücke zu den Niederlanden
Michiel de Swaen gehörte zur Dünkirchener Rederijkerskammer von Sint Michiel, Gilde der Kassouwieren (aus kersouw, flämisch für Gänseblümchen). Das Wort Rederijker (auf Deutsch Rhetoriker) beschreibt jemanden, der der Redekunst mächtig bzw. begabt ist. Die Bewegung der Rederijker entstand ursprünglich im 15. und 16. Jahrhundert. Die meisten Rederijkers des 17. Jahrhunderts stammten aus Flandern und Brabant und waren zum Teil von neuen Bewegungen wie dem Humanismus und der Gegenreformation beeinflusst. 1687 bekam de Swaen den Titel Prins der Rederijkers in Dünkirchen. Durch diese literarische Bewegung bewahrten Michiel de Swaen und die Rederijkers weiterhin eine enge Beziehung zu den Südniederlanden (heutiges Flandern). 1688 wurde er mit seiner Rederijkerkammers Gast der Kammer der Kruys-Broeders in Veurne (heute im belgischen Westflandern). 1700 nahm Michiel de Swaen am literarischen Wettbewerb Drie Santinnen in Brügge teil. Er gewann diesen Wettbewerb nicht, was alle Rederijkers sehr erstaunte. Diese brachten ihn dazu, einen Brief an die Rederijkerskammer von Brügge zu schreiben, um zu zeigen, dass sie einen Fehler gemacht haben.

## Hauptwerke
De Swaens berühmteste Werke sind: De gecroonde leerse (1688), Catharina (1702), Mauritius, Andronicus (1700), Le Cid (1694), De Menschwording (1688), Het leven en de dood van Jesus Christus (1694), Neder-duitsche digtkonde of rym-konst (ca. 1702), de zedighe doot van Carel den Vijfden (ca. 1707). De Swaen hat sie allerdings nicht veröffentlicht. Nur die Übersetzung von Andronicus erschien 1707 in Dünkirchen mit seiner Zustimmung. 1694 wurde seine Übersetzung von Le Cid vom Drucker Pieter Labus ohne seine Zustimmung herausgebracht. Während er in seiner Jugend seine Beschäftigung bei der Rederijkerskammer mit viel Begeisterung ausübte, zog er sich später aufgrund seiner christlichen Ideologie zurück, und lehnte ab, dass seine Freunde seine Werke herausbringen. Alle seine Werke wurden später in Städten wie Brügge oder Gent gedruckt. Da viele seiner Texte im Kloster von Sint-Winoksbergen (Dünkirchens Nachbarstadt und historischen Zentrum französischen Flanderns) aufbewahrt wurden und dieses während der französischen Revolution in Flammen stand, ist nicht sicher, ob alle seine Werke gerettet werden konnten.

### Sein wichtigstes WerkDe gecroonde leerse
Eines Tages kaufte Jacquelijn, die Frau des Schuhmachers Teunis, einen Kapaun, auf dem Markt, da am Abend ein Fest in ihrer Familie gefeiert wird. Daneben steht Kaiser Karl V., der das ganze sieht. Der Kaiser findet diesen Kapaun so appetitlich, dass er seinen Diener bittet, Jacquelijn zu folgen. Der Diener sagt Karl V., wo sie wohnt. Dann beschließt er, allein dorthin zu gehen. Um eingeladen zu werden, bezahlt der unerkannte Kaiser Wein für alle. Einen Tag später bekommt der Schuhmacher Teunis eine Vorladung vom Kaiser. Ängstlich geht er zu ihm und erfährt, dass der Kaiser der gute Gast auf seinem Fest war, und wird von ihm zum offiziellen Schuhmacher des Kaiserhofs ernannt, hier gekrönt genannt.
De gecroonde leerse ist de Swaens einzige Farce und sein wichtigstes Werk. Obwohl vom Autor selbst als clucht-spel (Farce, satirische Komödie) gekennzeichnet, enthält es gleichzeitig Elementen der klassischen französischen Komödie, wie die Aufteilung des Werks in fünf Teile, die Alexandriner und der Charakterstil.

## Die Einflüsse
Guido Gezelle nannte Michiel de Swaen den Vondel van Duinkerke. Während Michiel de Swaen zur Rederijkersbewegung gehörte, wurde er von sehr bekannten niederländischen Humanisten wie Joost van den Vondel oder Jacob Cats beeinflusst. Ihn störte auch die Weise der Rederijkers, ihre Kunst zu führen. Michiel de Swaen behauptete am Ende seines Lebens, dass er nur Mitglied der Rederijkerskammer blieb, um den Kontakt zu Freunden aufrechtzuerhalten. Aber er betrachtete seine Werke, als etwas noch ernsteres und nahm Beispiel an Vondel und anderen. Die Konfessionsüberzeugungen und seine Angehörigkeit zu Autoren der Gegenreformation sind in vielen seiner Werke deutlich, wie Het leven en de dood van Jesus Christus. Nach Anton van Duinkerke, nahm Michiel de Swaen Beispiel an der moralisierenden Diktatik von Poirtiers, die auch von Cats benutzt wird. Dazu schrieb er noch zwei (nl. Martelaarspel oder Treurspel) Märtyrerdramen (Catharina und Mauritius). De Swaen interessierte sich auch für die europäische Geschichte und schrieb ein historisches Drama de zedighe doot van Carel den Vijfden. Dieser Text über Karl V. zeigt hauptsächlich seine eigene Verbundenheit zu den Niederlanden und an die katholische Religion. Kaiser Karl V. wird nämlich als christlichen Held dargestellt.

## Ein flämisches Erbe
Als einer der angesehensten Rhetoriker im niederländischsprachigen Raum des 17. Jahrhunderts zählt Michiel de Swaen zusammen mit Maria Petyt und Edmond de Coussemaker zu den bedeutendsten Repräsentanten der niederländischen Kultur in Frankreich.
Seit dem Edikt von Villers-Cotterêts wurde Französisch als Amtssprache in Frankreich festgelegt. Aus diesem Grund gelangten wenige Informationen über niederländischsprachige Autoren wie Michiel de Swaen an die Franzosen. Einige Einwohner Nordfrankreichs streben danach, die flämische Kultur in ihrer Region, insbesondere im Arrondissement Dünkirchen, wiederzubeleben. Sie betrachten Michiel de Swaen oft als Symbolfigur ihrer Zugehörigkeit zum „historischen Flandern“, das ihre flämische Identität prägt. Für viele ist er vergleichbar mit dem belgischen Guido Gezelle und wird als einer der bedeutendsten Autoren ganz Flanderns angesehen. In diesem Rahmen wird Michiel de Swaen erneute Aufmerksamkeit geschenkt, und sein Werk wird als kulturelles Erbe Südflanderns in der niederländischen Literatur betrachtet.

## Werke
- De gecroonde leerse (1688)
- Catharina (1702)
- Mauritius (1702)
- Andronicus (1700)
- Le Cid (1694)
- De Menschwording (1688)
- Het leven en de dood van Jesus Christus (1694)
- Neder- duitsche digtkonde of rym-konst (rund 1702)
- De zedighe doot van Carel den Vijfden (rund 1704)